# Frederick Daniel Hardy
Frederick Daniel Hardy (13 février 1827 – 1er avril 1911) est un peintre de genre, anglais et membre de la colonie d'artistes de Cranbrook, inspirés par les peintres hollandais et flamands du XVIIe siècle.

## Jeunesse
Il est né à Windsor, dans le Berkshire, troisième des huit enfants de George Hardy (1795–1877) et de son épouse Sarah (1803–1872). George Hardy jouait du cor dans l'orchestre privé des maisons royales de George IV, et était peintre amateur, formé par James Duffield Harding.
À l'âge de dix-sept ans, Frédérick s'inscrit à la Royal Academy of Music où il étudie pendant environ trois ans. Il abandonne finalement la musique pour devenir artiste-peintre, comme son frère aîné George Hardy (1822–1909).

## Les années 1850: premières peintures d’intérieurs de cottages
Hardy devint rapidement un peintre talentueux d’intérieurs de cottages, mais il perfectionna continuellement sa peinture de personnages tout au long des années 1850. Christopher Wood, artiste victorien, a commenté l'une de ses premières peintures, Cottage Fireside (1850) : « Certaines de ses premières œuvres de ce genre sont magnifiquement observées et dépourvues de sentimentalisme, omettant les habituels enfants, animaux domestiques et autres accessoires familiers des peintres de cottages idylliques. La vieille cuisine… est dépeinte avec autant de détachement qu'une cuisine hollandaise du XVIIe siècle par Ostade.
En 1851, ses deux premiers tableaux sont exposés à l'Académie royale.
Le 11 mars 1852, il épouse Rebecca Sophia Dorofield (1827–1906) et ils s'installent à Snell's Wood, près d'Amersham dans le Buckinghamshire, à cinq kilomètres de la ferme des parents de Rebecca. Leur premier enfant y nait en mars 1853. En juillet 1853, ils s'installent au 2 Waterloo Place à Cranbrook, une maison que Hardy conservera toute sa vie.
Sa peinture dans les années 1850 est influencée par les œuvres d'artistes hollandais du XVIIe siècle, tels que Pieter de Hooch et Nicolas Maes, et par les peintures de son ami Thomas Webster. Il utilise des photographies pour peindre certains de ses tableaux.
Tout au long de la décennie, il inclut quelques personnages dans ses tableaux d'intérieur, et en 1859, il peint son premier tableau, « L'Invité étranger », dont le récit implique un groupe plus large de personnes et qui ressemble à une grande partie de ses meilleures œuvres des années 1860.

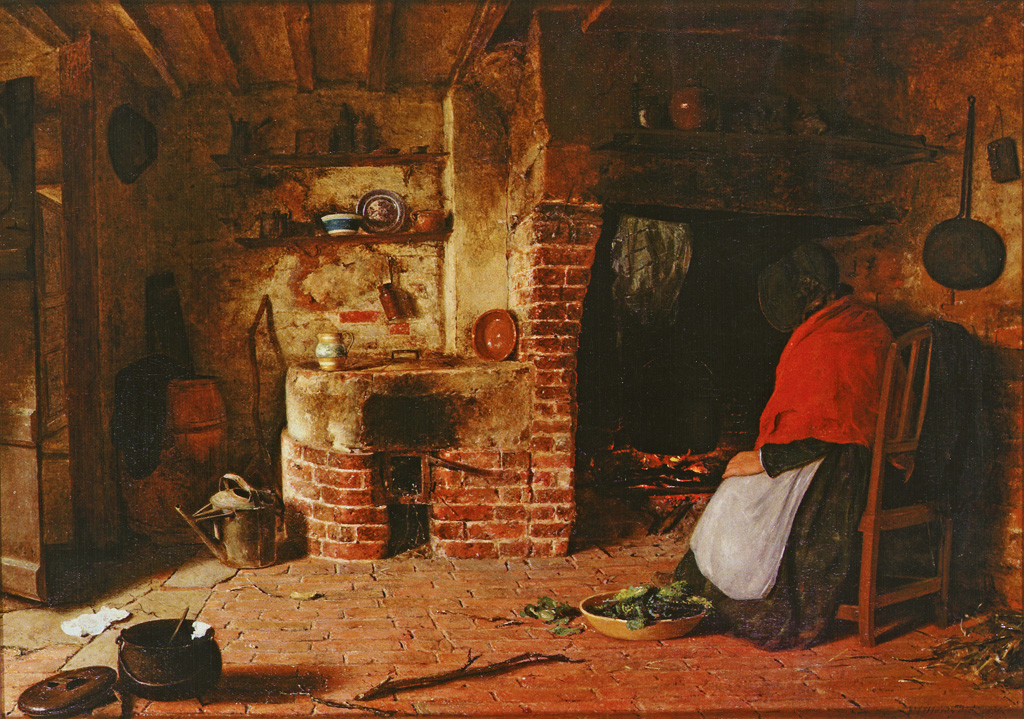
L'Âtre de la ferme (1850)
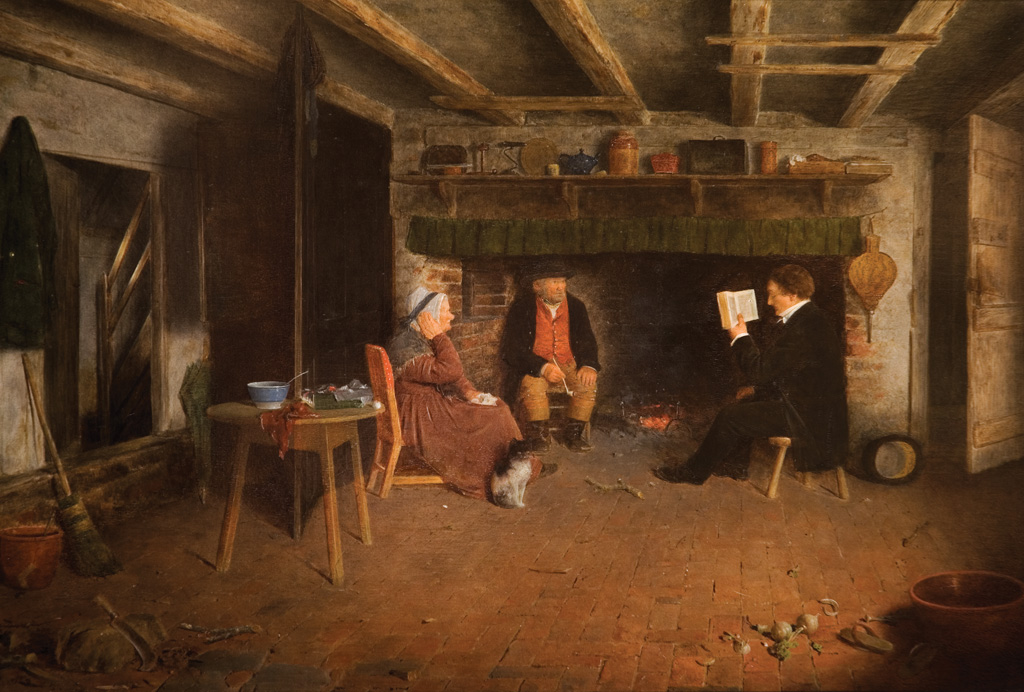
La Visite du Pasteur (ca. 1854) Wolverhampton Art Gallery
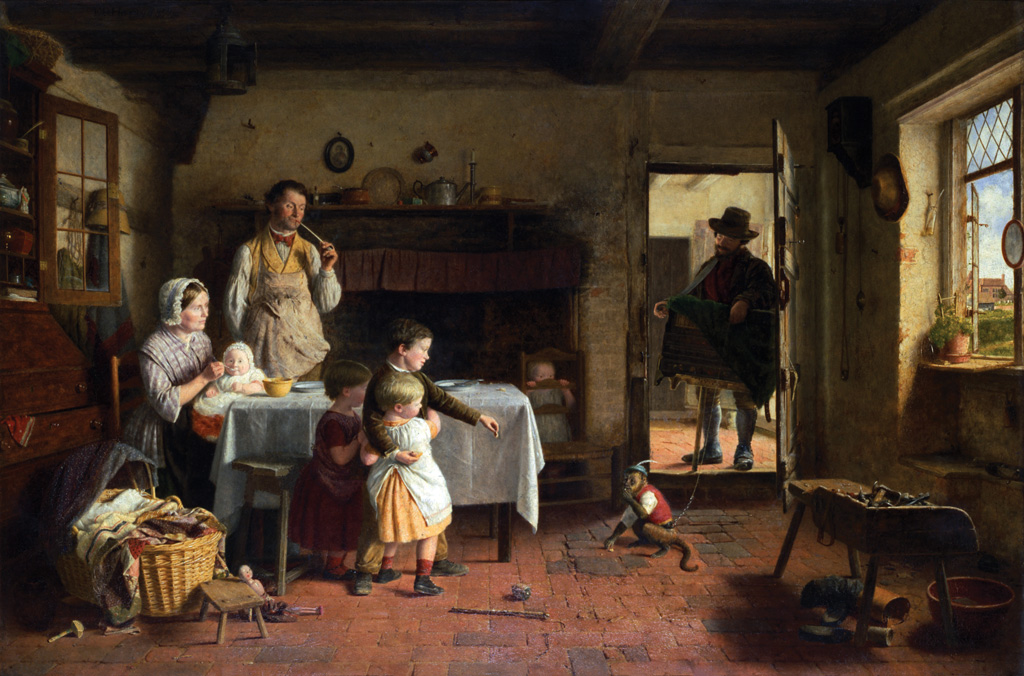
L'Invité étranger (1859)

## À partir de 1860

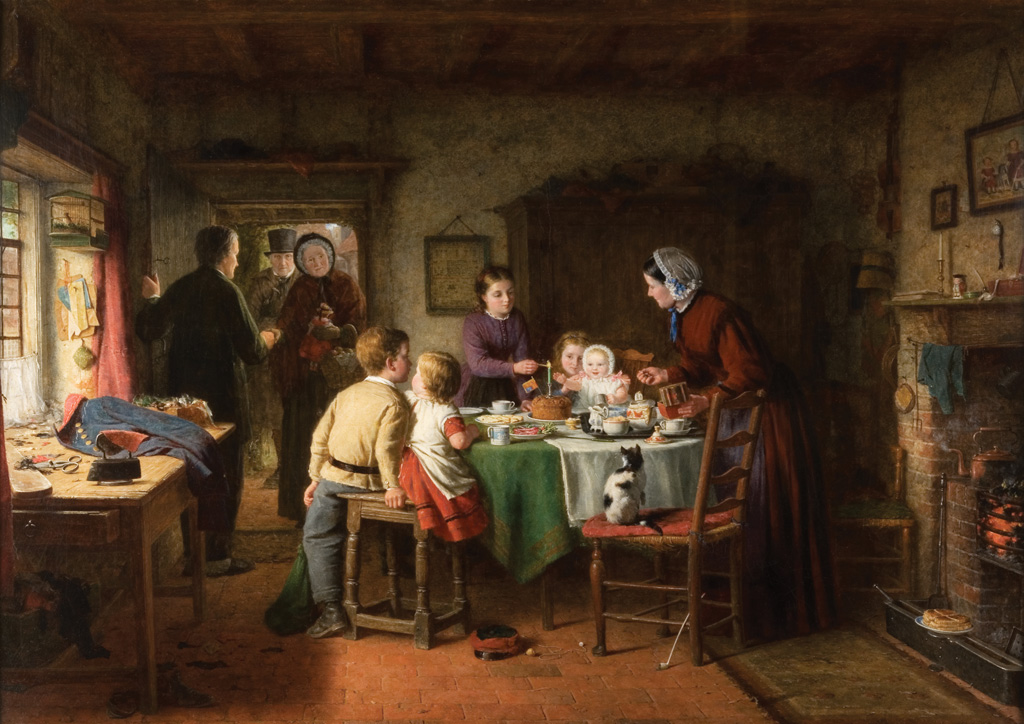
Baby's Birthday (1867).

Au cours des années 1860, il peint les tableaux qui ont fait sa renommée, notamment des tableaux représentant des activités d'enfants, tels que Les Volontaires (1860), Petit Chagrin (1861), Le Balayeur (1862), Les Jeunes Photographes (1862), Le Docteur (1863), Le toit qui fuit (1865), L'Artiste consterné (1866) et Baby’s Birthday (1867). Hardy a peint au moins dix versions de Le Balayeur, l'un de ses tableaux les plus populaires.
Certaines de ses peintures des années 1870 sont plus critiques envers la société victorienne. À la recherche de son père (1873) représente une jeune fille pieds nus cherchant son père à travers la vitre d'une taverne. Après la fête (1875) représente une servante épuisée qui s'est endormie, assise sur une chaise, après avoir servi lors d'une fête, et La Robe de mariée (1875) représente un groupe de couturières ayant dû travailler toute la nuit pour terminer leur travail.
À partir du milieu des années 1870, les Hardy ont une maison à Londres, au 17 Brunswick Gardens à Kensington, ainsi que leur maison à Cranbrook.
À Cranbrook il participe à de nombreuses activités, il est officier dans le 37e Kent Rifle Volunteer Corps, marguillier, membre du comité de l'Association littéraire, membre du Cricket Club et est actif aux soirées musicales de la ville.
Frederick et Rebecca Hardy ont quatre fils et une fille. Leur fils aîné, Frederick (1853-1937), fréquente la Royal Academy Schools et devient artiste sous le nom de « Dorofield Hardy ». Leur quatrième fils, Edwin George (1859-1896), devient architecte. Le père de Frederick, George Hardy, vient vivre avec eux en 1873 et meurt à Cranbrook en 1877. 
Frederick Daniel Hardy meurt à Cranbrook en avril 1911 et est enterré aux côtés de sa femme dans le cimetière de St Dunstan. Après sa mort sa fille Amelia Gertrude Hardy (1865-1952), artiste amateur, s'installe dans l'ancien atelier de Hardy sur High Street.

## La Colonie de Cranbook
Environ quatre ans après l'installation de Hardy à Cranbrook, son ami Thomas Webster, parent de sa mère, s'y installe lui aussi. Ils louent ensemble comme ateliers une maison du XVIe siècle sur High Street ; l'atelier de Hardy était la pièce principale au rez-de-chaussée et celui de Webster, la pièce principale à l'étage. Plusieurs autres artistes, amis de Webster et Hardy, ainsi que George, le frère aîné de Frederick, les rejoignent à Cranbrook ou viennent fréquemment de Londres. Ils furent connus sous le nom de colonie de Cranbrook.
Ils se réunissent souvent avec leur famille pour des dîners, des thés et des réceptions.

## Œuvre
Il expose quatre-vingt-treize tableaux à la Royal Academy de 1851 à 1898. Les prix de vente de ses toiles atteignent leur apogée dans les années 1870 ; en 1877, Une fête de quatuor(1872) et Un petit-déjeuner de mariage (1871) furent chacun vendus 798 £ chez Christie's.
Son œuvre est conservé dans de nombreuses collections publiques, notamment à la Wolverhampton Art Gallery qui abrite dix-neuf de ses tableaux.
- La Visite du pasteur, huile sur toile, 23 × 33 cm, Wolverhampton Art Gallery[9]